# 小野田寛郎
小野田 寛郎（おのだ ひろお、1922年〈大正11年〉3月19日 - 2014年〈平成26年〉1月16日）は、日本の陸軍軍人、実業家。最終階級は予備陸軍少尉。旧制海南中学校・久留米第一陸軍予備士官学校・陸軍中野学校二俣分校卒。和歌山県出身。
情報将校とし第二次世界大戦に従軍し遊撃戦（ゲリラ戦）を展開、第二次世界大戦終結から29年を経て、フィリピン・ルバング島から日本へ帰還した。その後は、メディアにつきまとわれた事もあり、戦後の日本への適応は困難であった。

## 経歴

### 生い立ち
大正11年（1922年）、和歌山県海草郡亀川村（現・海南市）にて父・小野田種次郎（県議会議員）、母・タマエ（教師）の間に小野田家の四男として生まれる。
旧制海南中学校時代は剣道選手として活躍。中学校卒業後は民間の貿易会社（田島洋行）に就職し、中華民国の漢口支店(現:中華人民共和国湖北省武漢市)に勤務しつつ中国語を習得した。
なお、長兄・敏郎は東京帝国大学医学部及び陸軍軍医学校卒の軍医将校（終戦時最終階級陸軍軍医中佐）、次兄・格郎は
陸軍経理学校卒の経理将校（最終階級陸軍主計大尉）で、弟・滋郎はのちに陸軍士官学校に入校し航空部隊関係の兵科将校（最終階級陸軍少尉）となっている。

### 軍歴

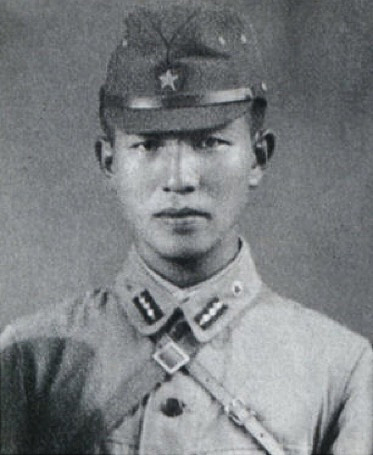
当時の小野田寛郎

上海の商社で勤務していた1942年12月、満20歳のため徴兵検査（徴募）を受け本籍のある和歌山歩兵第61連隊（当時同連隊は戦地に動員中のため、その留守部隊）に現役兵たる陸軍二等兵として入営。同時に留守部隊をもとに編成された歩兵第218連隊に転属、同連隊にて在営中に甲種幹部候補生（予備役将校を養成）に志願しこれに合格、1944年1月に久留米第一陸軍予備士官学校へ入校する。
同校卒業後、漢語や英語が堪能だったことから選抜され、同年9月に陸軍中野学校二俣分校に入校。主に遊撃戦の教育を受け(他にも諜報・諜略・防諜・偽装・潜行・破壊などの特殊任務を叩き込まれた)、退校命令を受領。その後、見習士官（陸軍曹長）を経て予備陸軍少尉に任官する。
1944年12月、フィリピン防衛戦を担当する第14方面軍情報部付となり、残置諜者および遊撃指揮の任務を与えられフィリピンに赴任。当地では第14方面軍隷下の第8師団参謀部付に任ぜられ、師団長横山静雄陸軍中将から「玉砕は一切まかりならぬ。3年でも、5年でも頑張れ。必ず迎えに行く。それまで兵隊が1人でも残っている間は、ヤシの実を齧ってでもその兵隊を使って頑張ってくれ。いいか、重ねて言うが、玉砕は絶対に許さん。わかったな」と日本軍の戦陣訓を全否定する訓示を受けている。
派遣にあたり、高級司令部が持っている情報及び日本が占領された後も連合国と戦い続けるとの計画を伝達される。なお派遣前、母親からは「敵の捕虜となる恐れがあるときには、この短刀で立派な最期を遂げてください」と言われ、短刀を渡された（この短刀は帰国後実家に帰った際に母親に返している）。
1944年12月31日、フィリピンのルバング島に着任。マニラのあるルソン島に上陸を試みるアメリカ軍の進撃を阻止するため、小野田はマニラから南西約150kmにあるルバング島の飛行場の破壊などの命令を受けて島に渡った。着任後は長期持久体制の準備、後方撹乱のゲリラ戦術の指導に着手した。一部の下士官は小野田の指導方針に従う姿勢を示したが、多くの将兵は日本軍の一般的な『速戦即決・短期決戦』型の戦術と相容れない指導内容と、指揮権を持たない小野田への不信感を強めた。1945年、訓練効果が十分に上がらないままアメリカ軍の来襲を迎える。1945年2月27日に海兵隊50名の先行上陸が行われ、翌2月28日のアメリカ軍約1個大隊1000名の上陸後、日本陸軍の各隊は、アメリカ海軍艦艇の艦砲射撃の大火力に撃破された。3日間の戦闘の後、総指揮官・月井大尉の命令で組織的戦闘は終了し、各隊は個別行動に移行する。小野田はマニラ出発時に受けていた『飛行場と桟橋を爆破せよ』という師団命令を果たせぬまま、島の山間部に避難した。

### 終戦後
小野田は1945年8月の終戦後も、アメリカ軍の敗戦通告と投降の呼びかけに応じず、伍長島田庄一（1954年5月7日没）、上等兵小塚金七（1972年10月19日没）らと共にルバング島に残った。3人は作戦を継続し、島が再び日本軍の制圧下に戻った時に備えて密林に篭り、情報収集や諜報活動を続ける決意をする。（一等兵赤津勇一は終戦後の1946年2月に小野田グループと合流。1949年9月以降は再び単独行動となり、1950年7月にフィリピン警察に投降した。）日本では1945年9月に小野田の戦死公報が出されたが、1950年に地元警察へ投降した赤津がこれまでの島での生活について証言したことで、小野田ら3人の残留日本兵の存在が判明する。
フィリピンは、戦後間もなくアメリカ合衆国による植民地支配から独立を果たしたものの、両国の協定によりアメリカ軍はフィリピン国内に駐留を続けた。これを「アメリカ軍によるフィリピン支配の継続」、またフィリピン政府を「アメリカの傀儡政権」と解釈した小野田はその後も持久戦により在比アメリカ軍に挑み続け、島内にあったアメリカ軍レーダーサイトへの襲撃や狙撃、撹乱攻撃を繰り返し、合計百数十回もの戦闘を展開した。
使用した武器は九九式短小銃、三八式歩兵銃、軍刀などであり、そのほかに放火戦術も用いた。弾薬の不足分を補うため、小野田は島内に遺棄された戦闘機用の7.7x58SR機関銃弾（薬莢がセミリムド型で交換の必要あり）を九九式実包の薬莢に移し替えて使用していた。29年間継続した作戦行為によって、フィリピン軍兵士、警察官、民間人、在比アメリカ軍の兵士を30人以上殺傷したとされる。ただし、アメリカ軍司令官や兵士の殺傷に関して、アメリカ政府にはそのような出来事は記録されておらず、実際に殺傷したのは武器を持たない現地住民が大半であった。このことは後に日本とフィリピン政府との間で補償問題へと発展した。
小野田は住民から奪取した短波トランジスタラジオに、やはり住民の小屋から奪った銅ワイヤーを使った自作アンテナを取り付け、BBC、ABC、北京放送、ラジオピョンヤン、ラジオジャパンなどの放送を聴取することで独自に世界情勢を判断しつつ、友軍来援に備えていた。
小野田は日本の短波放送だけでなく、「現在の情勢を理解できないがゆえにルバング島で戦闘を継続しているのだろう」と考えた日本からの残留兵捜索隊が現地に残していった日本の新聞や雑誌を読み、情勢について把握していた。皇太子明仁親王（当時）成婚、1964年の東京オリンピック、東海道新幹線開業などの記事によって、日本が繁栄していることを理解していた。しかし、士官教育を受けた小野田は、その日本はアメリカの傀儡政権であり、満州に亡命政権があると考えていたという。
小野田は投降を呼びかけられていても、二俣分校での教育を思い出し、終戦を欺瞞であり敵対放送に過ぎないと思っていた。また朝鮮戦争へ向かうアメリカ軍機を見かけても、当初の予定通り亡命政権の反撃が開始されたのだと考え、また在比アメリカ軍基地からベトナム戦争へ向かうアメリカ空軍機を見かけても、いよいよアメリカは日本に追い詰められたのだと信じたのだという。
このように、もたらされた断片的な情報と、戦前の教育や諜報機関で知らされた作戦行動予定との間に矛盾が起きなかったために、小野田は約30年間も戦い続けることとなった。末期には、短波ラジオで日本短波放送の中央競馬実況中継を聞き、戦友小塚と賭けをするのが唯一の娯楽であった。

### 29年ぶりの帰国
だがそんな小野田も、長年の戦闘と小塚死亡後の孤独により疲労を深めていった。1974年に、一連の捜索活動に触発された23歳の冒険家・鈴木紀夫が単独でルバング島を訪れ、2月20日にジャングルで孤独にさいなまれていた小野田との接触に成功する。
日章旗を掲げてテントを設営していた鈴木は小野田に急襲され、銃を突きつけられた。鈴木が「僕は単なる日本人旅行者です。あなたは小野田少尉殿でありますか？。長い間ご苦労さまでした。戦争は終わっています。僕と一緒に日本へ帰っていただけませんか？」と伝えた。落ち着きを取り戻し銃を置いた小野田は鈴木と話して夜を明かし、上官の命令解除があれば任務を離れることを了承した。この際、鈴木は小野田の写真を撮影した。
その後の3月4日、鈴木とともに小野田の元上官である谷口義美(元陸軍少佐)がルバング島に上陸した。3月9日に小野田は2人の前に姿を現し、谷口による任務解除命令を受けて投降した。この際、谷口が任務解除の命令（「尚武集団作戦命令」と「参謀部別班命令」）を小野田に伝達した。小野田は戦争が続いていると思っていたため、最初その命令も偽装や偽情報ではないかと疑い、しばらくしてやっと任務が解除されたことに納得したと後に回想した。

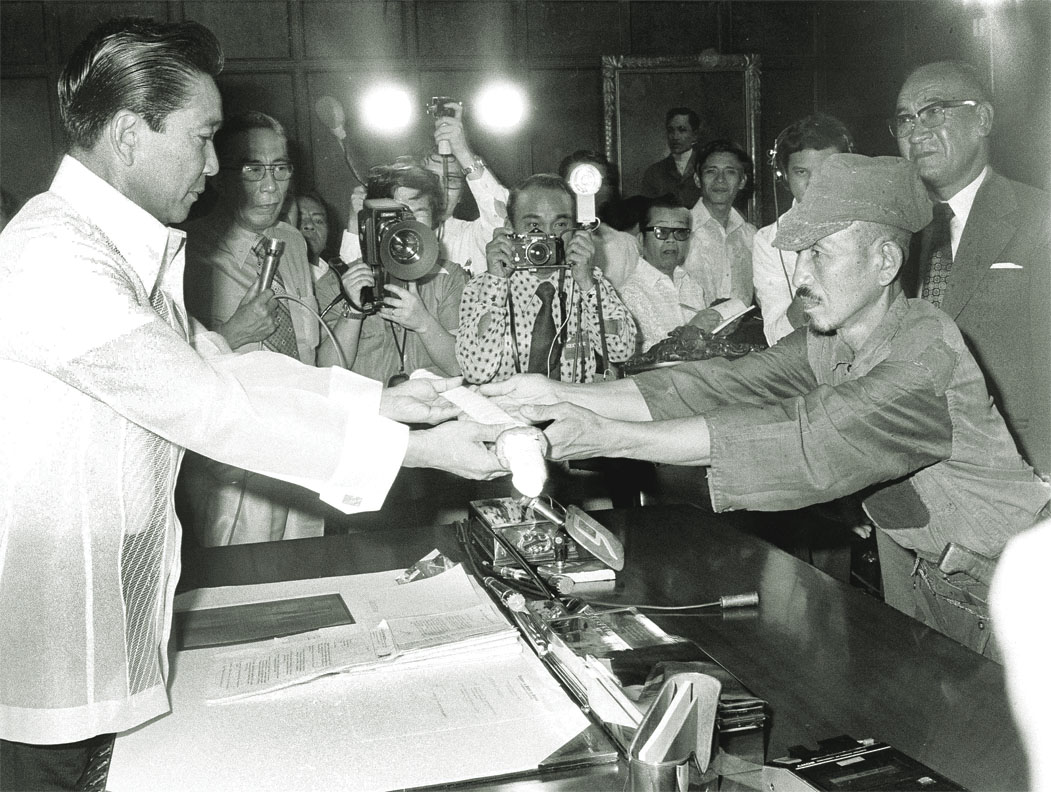
投降式に出席する小野田とマルコス

3月10日の夜、小野田は軍刀を持ってフィリピン軍レーダー基地に移動し、ホセ・ランクード司令官に対して投降を宣言した。徒歩で移動する間、小野田を憎む住民らによる襲撃を予防するため、フィリピン空軍将校2名が小野田を護衛した。司令官が小野田から軍刀を受け取り、小野田に返却するという儀式の後、記者会見が開かれた。
翌日小野田はフェルディナンド・マルコス大統領とマラカニアン宮殿で面会した。マルコスは小野田がフィリピンで犯した犯罪行為について恩赦を与えた（小野田ら残留兵による略奪・殺人・放火に苦しめられた島民は少なくなかった）。
この時に交わされた外交文書によれば、日比両政府による極秘交渉の中で小野田ら元日本兵により多数の住民が殺傷されたことが問題視され、フィリピンの世論を納得させるためにも何らかの対応が必要とされたという。フィリピンに対する戦後賠償自体は1956年の日比賠償協定によって解決済みとされていたが、小野田によるフィリピン民間人殺傷と略奪のほとんどは終戦以降に発生したものであり、反日世論が高まることへの懸念から、日本政府はフィリピン側に対し「見舞金」として3億円を拠出する方針を決定した。
こうして約30年間にも渡る自身にとっての大東亜戦争が終わると、小野田は1974年（昭和49年）3月12日に日本航空の特別機で日本の羽田空港へ帰国を果たした。

### 帰国以前
- 1950年 - フィリピンミンダナオ島で日本軍敗残兵が投降した際、無為に島民に銃殺される事件が生じる。復員庁では、日本軍将兵の無事帰国のため特別対策本部を設立する。
- 1951年 - 赤津勇一元一等兵が帰国する。残留兵の存在が明らかになるが、フィリピンの政情が不安定なため救出活動の実施は見送られた。
- 1954年 - フィリピンの山岳部隊が日本兵と遭遇。島田庄一元伍長の遺体が確認される。これを受けフィリピン政府は残留兵捜索隊の入国を許可する。
- 1954年5月、1958年、1959年5 - 12月 - 赤津など投降者の証書に基き、援護局職員および小野田と小塚元一等兵の家族、戦友によるルバング島の残留日本兵捜索が行われるが、失敗する[23]。
- 1959年（昭和34年）2月25日 - 衆議院　海外同胞引揚及び遺家族援護に関する調査特別委員会にて赤津勇一がルバング島潜伏中の生活や今後の救出活動について意見を述べる[24]。
- 1959年（昭和34年）12月11日 - 戸籍法89条に基づいて厚生省引揚援護局は12月10日に「死亡日・昭和29年5月8日」として「死亡公報」を出し、翌11日に公示された。なお、これに合わせて翌12月12日には故郷の和歌山県海南市にて親類の手により葬儀が行われた。
- 1969年5月31日 - 第62回戦没者叙勲により、戦没者として、勲六等単光旭日章に叙される。靖国神社に合祀。
- 1972年1月 - アメリカ領グアム島で横井庄一元伍長が発見される。日本兵の生き残りが今も各地に潜伏している事実が知られるようになる。
- 1972年10月19日 - フィリピンのルバング島にて小塚金七元一等兵が警察官に射殺される。
- 1972年10月22日 - 25日 - 日本兵射殺事件を受け、厚生省援護局職員および小野田と小塚の家族、戦友が逐次ルバング島に赴く[23]。遺体が小塚であることを確認する。小野田の捜索が行われるが発見には至らず（後に小野田は捜索隊の存在を認知し、また密林の中で兄の姿を目撃していたが、アメリカの支配下の傀儡政権による強制行動だと推測していた）。同年、厚生大臣塩見俊二は、自らルバング島に渡り、小野田救出の活動にあたった[25]。
- 1973年3月 - 第4次捜索隊が結成される。二俣分校で隣のベッドで寝起きしていた増田民男（当時陸上自衛隊二等陸佐）なども参加した。小野田の父も参加を希望したが、高齢であることから厚生省が断った[26]。日本政府が中心になって行われた合計3度の捜索活動は延べ1万7,270人(うち日本から106人を派遣)を動員し、9,021万円の国費をかけて捜索したが小野田を見つけることはできず、4月に打ち切られた[4]。
- 1974年 - 一連の捜索活動に触発された日本の青年鈴木紀夫が小野田との接触に成功。小野田は3月にフィリピン軍に投降し、日本に帰国。

### 帰国後
1974年3月10日頃には日本メディアの報道合戦は過熱し始め、マニラに集結した各社は競うように帰国直前の小野田の様子などを報じた。小野田の日本帰国は日本人に衝撃を持って受け止められ、日本の主要テレビ各局が特別番組を編成した。3月12日16時15分から66分間にわたりNHKで放送された報道特別番組「小野田さん帰国」は45.4%（ビデオリサーチ・関東地区調べ）の視聴率を記録。新聞主要紙の社説の論調は小野田を戦争の犠牲者と位置付ける傾向があった一方、直後に新聞投書欄に寄せられた市民の意見の中には小野田の任務への忠実さを賞賛し英雄視するものが多く見られた。
帰国の際に「天皇陛下万歳」と叫んだことや、現地軍との銃撃戦によって、多数の軍人や住民が死傷した出来事が明らかになったこと（フィリピン政府当局の政治判断により、小野田への訴追は行われなかった）、また本当に日本の敗戦を知らなかったのかという疑惑が高まるに連れて、一部マスコミからは「軍人精神の権化」、「軍国主義の亡霊」といった批判も出た。
小野田に対し、日本政府は見舞金として100万円を贈呈するが、小野田は拒否する。拒否するも見舞金を渡されたので、小野田は見舞金と方々から寄せられた義援金の全てを、靖国神社に寄付している。昭和天皇への謁見も断り（万が一、天皇が謝罪することを避けるため）、東京都新宿区の国立病院医療センターに入院後、戦死した島田と小塚の墓を墓参している。
小野田のフィリピンでの功労は、ニノイ・アキノ国際空港傍にある「フィリピン空軍博物館」に、小野田がフィリピン空軍将軍宛に書いた手紙とともに展示されている。また1996年（平成8年）には、かつて活動していたルバング島に、フィリピン空軍の兵士護衛の下、再訪を果たしている。
ちなみにルバング島で潜伏生活時は、火で自分の存在が発見されないよう両手で覆い隠しながらたばこを吸っていた。これは癖となり、帰国後もたばこを吸う時はこの方法で喫煙していたという。

### ブラジル移住、晩年
同じく長期残留日本兵として2年前に帰国し、驚くほど早く戦後の日本に適応した横井庄一と異なり、小野田は父親との不仲や一部マスコミの虚偽報道もあり、戦前と大きく価値観が変貌した日本社会に馴染めなかった。横井との対談が何度か企画されたが、実現しなかった。理由は、横井が「天皇陛下より拝領した」兵器である銃剣で穴を掘っていたことを聞き、小野田が対談を拒否していたからだという。
帰国当初は大きな話題になったため、マスコミにつけ回され、一挙手一投足を過剰取材の対象にされて苦しんだ。帰国直後の健康診断のため小野田が入院した病院の周りをメディアが取り囲んだり、退院後に郷里の和歌山の実家に向かった後も報道メディアが小野田を常に取材対象として追いかけた。実家の上を飛ぶ取材ヘリコプターの音が、ゲリラ戦時の敵軍航空機の音となってフラッシュバックされるなど、平穏な生活は送れなかった。
帰国から半年後の1975年、ブラジルで牧場を経む次兄を頼って移住し、兄と同じく小野田牧場を経営することを決意。バルゼア・アレグレ移住地 （マット・グロッソ州テレーノス郡: Fazenda Varzea Alegre Mun, de Terence, EST. Mato Grosso do sul.）にて、約1,200haの牧場を開拓。7年間は無収入だったが、10年を経て牧場経営を成功させ、1,800頭の肉牛を飼育した。
1976年、東京で損害保険代理店を経営していた小貫町枝がブラジルに渡航し、小野田のもとに押しかけてきたことで知り合い結婚。町枝夫人は、その後晩年までブラジルと日本を行き来するようになる小野田のマネージャー役を務めるようになった。1979年5月に発足した「バルゼア・アレグレ日伯体育文化協会」初代会長に就任。
その後、「凶悪な少年犯罪が多発する現代日本社会に心を痛めた」として「祖国のため健全な日本人を育成したい」と、サバイバル塾『小野田自然塾』を主宰（1984年7月）。全国の子どもたちにキャンプ生活の極意や初歩的なサバイバル術などを指導した。また、1988年にルバング島での潜伏生活の回想やサバイバル術などその後も多くの著書を刊行し、作家としても活動。書店でサイン会を行うなどした。2004年ブラジル空軍より民間最高勲章サントス・ドゥモン功労勲章を授与される。同年マット・グロッソ州名誉州民に選ばれる。
2010年7月当時、東京都中央区佃在住だった。
愛媛県議会議員・森高康行を始めとして政界とも交流をもつ。妻・町枝は2006年、安西愛子の後任として日本会議の女性組織・日本女性の会の会長に就任した。
保守系の活動家でもあり、日本を守る国民会議、日本会議代表委員等を歴任。社団法人日本緑十字社理事にも就任した。慰安婦問題の真偽に対しては日本の責任を否定する立場であり、2007年7月13日に米国大使館に手渡された米下院121号決議全面撤回を求めるチャンネル桜主導の抗議書には夫婦そろって賛同している。また、田母神論文問題で更迭された田母神俊雄元航空幕僚長を支持する「田母神論文と自衛官の名誉を考える会」には、発起人として妻とともに名を連ねている。2009年5月15日には、「小野田寛郎の日本への遺言」と題した講演を2時間に渡って行った。その後も講演活動を続けていたが、2014年1月16日、肺炎のため東京都中央区の病院で死去した。91歳没。

## その他エピソード
- 戦時中に自身が体験した人間が持つ潜在的な能力にも触れている。本当に命を賭けなければいけないと必死になった瞬間、頭が数倍の大きさに膨らむ感覚と同時に悪寒に襲われ身震いし、直後、頭が元の大きさに戻ったと感じると、あたりが急に明るく鮮明に見えるようになったという。「夕闇が迫っているのに、まるで昼間のような明るさになりました。そして、遠くに見える木の葉の表面に浮かぶ1つ1つの脈まではっきり認識することができました。そうなると、はるか先にいる敵兵の動きも手に取るように分かります。それこそ、相手が射撃をする直前にサッと身をかわして銃弾を避けることさえできると思いました。」命を賭ける場面が、命を賭けなくても大丈夫だという自信に変わった瞬間だったという[34]。

- 『月刊秘伝』2004年7月号でのインタビューでは「直進する物は物理的に見えるんですよ。（中略）真っ直ぐ自分のほうに伸びてくるんだから見えます。（中略）撃たれたときは、火を噴いている銃口から見えた。（中略）相手の突きを避けられるのだから避けられますよ。」と語っている。自身の著書である『小野田寛郎―わがルバング島の30年戦争』でも、銃弾は飛んでくるとき蒼白い閃光を放つから、それを避ければいいと語っている（合気道の開祖である植芝盛平も、満州で馬賊の襲撃を受けた際に同様の体験をしたと語っている）。

- 小野田の帰国直後から複数の出版社により、小野田の初となる手記を巡って依頼が殺到し、講談社がこれをものにした[注 3]。手始めに1974年5月9日ゴールデンウィーク特別号で、小野田の写真を含めた全22ページの独占手記「戦った、生きた」を掲載すると瞬く間に完売した。その後14週に渡って手記を掲載し[注 4]、同年9月にこれらをまとめた(『わがルバング島の30年戦争』)が講談社から出版され、ベストセラーとなった[4]。

- 日本中が沸いた小野田の帰国劇から47年となる2021年、フランスのアルチュール・アラリ監督が小野田の戦時中のルバング島生活を描いた映画『ONODA 一万夜を越えて』が話題となった[注 5]。

## 評価
- 小野田の手記(『わがルバング島の30年戦争』)（1974年）[注 6]のゴーストライターであった作家の津田信は、『幻想の英雄―小野田少尉との三ヵ月』（1977年）において、小野田を強く批判している。小野田が島民を30人以上殺害したと証言していたこと、その中には正当化できない殺人があったと思われることなどを述べ、小野田は戦争の終結を承知しており残置任務など存在せず、1974年に至るまで密林を出なかったのは「片意地な性格」に加え「島民の復讐」をおそれたことが原因であると主張している[35]。

- 津田の長男でジャーナリストである山田順は実際に小野田と会った際の印象について「冷酷で猜疑心の強い人」だったと述べている。手記が執筆されている際に２人で風呂に入る機会があったが、「今の若いのはダメだ」などと早口でまくしたてながら突然銃の撃ち方について説明を始めたりしたという。元新聞記者であった津田が小野田手記のゴーストライターとして「嘘を書いた」ことは痛恨の極みであったろうと山田は推測しており、小野田についても「ただの人殺し」、「完全に創られたヒーロー」としている[36]。

- 一方で、肯定的な見方も存在する。帝国陸軍の事実上の後継組織である陸上自衛隊では、小野田を英雄視する評価が少なくない。特に小野田と由縁のある幹部候補生学校[注 7]では、軍刀などの小野田が実際に使用していた装備品が展示されているほか、校内各所に彼の言葉が掲示されるなど、その傾向が顕著である[37]。

- サーチナによると2009年に小野田の話が中華人民共和国のウェブサイト『鳳凰網』歴史総合ページで紹介されると、「真の軍人だ」、「この兵士の精神を全世界が学ぶべきだ」、「大和民族は恐るべき民族。同時に尊敬すべき民族」などの賞賛する書き込みがあり、肯定的に評価する投稿の方が若干多かった[38][39]。

- 2014年の小野田死去に際し、ニューヨーク・タイムズは「戦後の繁栄と物質主義の中で、日本人の多くが喪失していると感じていた誇りを喚起した」「彼の孤独な苦境は、世界の多くの人々にとって意味のないものだったかもしれないが、日本人には義務と忍耐（の尊さ）について知らしめた」とし、小野田が1974年3月に、当時のフィリピンのマルコス大統領に、投降の印として軍刀を手渡した時の光景を「多くの者にとっては格式のある、古いサムライのようだった」と形容し論評した[40][41]。

- ワシントン・ポストも、「彼は戦争が引き起こした破壊的状況から、経済大国へと移行する国家にとって骨董のような存在になっていた忍耐、恭順、犠牲といった戦前の価値を体現した人物だった」とし、多くの軍人は「処刑への恐怖」から潜伏生活を続けたが、小野田は任務に忠実であり続けたがゆえに「（多くの人々の）心を揺さぶった」と論評した[41]。

- ルバング島から生還した元日本兵は終戦時すぐに投降した8〜9名と1946年3月に集団で投降した41名など約50名ほどである。その有志が集まって『ルバング会』という名の戦友会を作っていた。彼らがルバング会を結成したきっかけは小塚の戦死とそれに続く小野田の救出活動だった。しかし小野田生還後、小野田自身は戦友会には参加せず逆に関わりを持たない態度を取っていた。その原因は小野田が帰国後に出版した『手記』の内容(自説の美化、投降しなかった論理の矛盾、他の将校・部下への中傷など)にあるとされている。英雄として生還・帰国を果たしたにもかかわらず、そのわずか一年後にブラジルに移住した要因の一つは『手記』に含まれる誇張や虚偽の内容に関わる戦友との確執にあったとされる[42]。

## 栄典・称号
- サントス・ドゥモン功労勲章（2004年12月17日、日本人として初めて受章[43]）
- 藍綬褒章（2005年11月3日）
- 剣道錬士五段[44]

## テレビ出演
- 終戦60年企画「おじいちゃん本当のこと聞かせて」石原さとみと小野田寛郎の戦争と平和を巡る旅（2005年12月28日、TBS）
- ハイビジョン特集 生き抜く 小野田寛郎（2005年初放送・2007年8月15日再放送・2010年12月16日再々放送・2011年3月6日再々々放送、NHK BSハイビジョン、NHK-BS2）
- メッセージ.jp（2008年1月29日初放送・2008年2月3日再放送、BSフジ）

## 小野田寛郎を題材にした楽曲
- イギリスのプログレッシブ・ロックバンド、キャメルが1981年に"Nude"（邦題：『ヌードの物語 〜Mr. Oの帰還〜』）というコンセプトアルバムを発表している[45]。日本ではこのアルバムの収録曲としては、プロレスラーの前田日明の代表的な入場テーマソングとして使用され、前田のフィニッシュ・ホールドの語源ともなった「キャプチュード」が特に名高い[46]。同曲は小野田をモチーフとした敗残兵の「ヌード」が、救助隊との間で激しい争いの果てに「保護(Captured)」されるシーンを描写した楽曲でもある[47]。

- 日本の音楽ユニットであるALI PROJECTの楽曲「密林ヨリ応答セヨ」は作曲家のインタビューにて小野田を念頭としていると回答している[48]。

## 著書

### 単著
- 『わがルバング島の30年戦争』講談社、1974年。ISBN 4-8205-5769-6。 NCID BN06997158。国立国会図書館書誌ID:000002854007。
- 『No Surrender: My Thirty-Year War』（Farrar Straus & Giroux，1974年）ISBN 978-0870112409
- 『戦った、生きた、ルバン島30年 少年少女におくるわたしの手記』（講談社，1974年）ASIN B00DJ2C2D4
- 『わがブラジル人生』講談社、1982年12月12日。ISBN 978-4061459144。NDLJP:12190104。
- 『子どもは野性だ : ルバング島30年』学習研究社、1984年11月18日。ISBN 978-4051014643。NDLJP:12141718。（『鈴木健二のお父さん子どもに野性を贈ろう』と同じISBN）
- 『子どもは風の子、自然の子 : 『ジャングルおじさん』の自然流子育て』講談社、1987年6月27日。ISBN 978-4062033824。NDLJP:12121809。
- 『わが回想のルバング島 情報将校の遅すぎた帰還』（朝日新聞社, 1988年）ISBN 978-4022558916 のち文庫 ISBN 978-4022611093
- 『たった一人の30年戦争』（東京新聞出版局, 1995年）ISBN 978-4808305352
- 『極限で私を支えたもの』（山田村教育委員会，1997年）JP番号 20020766
- 『小野田寛郎―わがルバン島の30年戦争 (人間の記録 (109))』（日本図書センター，1999年）ISBN 978-4820557692
- 『君たち、どうする?』（新潮社，2004年）ISBN 978-4104713011
- 『ルバング島戦後30年の戦いと靖国神社への思い』（明成社，2007年）ISBN 978-4944219575
- 『生きる』（PHP研究所，2013年）ISBN 978-4569800189

### 共著
- 『遥かに祖国を語る 小野田寛郎・酒巻和男対談』（時事通信社, 1977年）ASIN B000J8YAYU
- 『だから日本人よ、靖国へ行こう』（中條高徳共著 ワック 2006年）ISBN 978-4898310915
- 『「靖国」のことを語ろう』（中條高徳共著 ワック文庫 2010年）ISBN 978-4898316283
- 『魚は水人は人の中-今だからこそ伝えたい師小野田寛郎のことば』（原充男筆記 清流出版 2007年）ISBN 978-4860291617
- 『ルバング島戦後30年の戦いと靖国神社への思い（まほろばシリーズ 2）』 （明成社, 2007年）ISBN 978-4944219575
- 『老いのレッスン―品格のある12人の日本人』 （佼成出版社, 2008年）ISBN 978-4333023318
- 『日本の未来を託す!』 （時評社, 2012年）ISBN 978-4883391820

### 語録または家族による著
- 小野田種次郎『ルバングの譜―寛郎を捜しつづけて30年』 （潮出版社, 1974年）ASIN B000J9FPKW
- 小野田凡二『回想のルバング―寛郎を待った三十年』 （浪曼, 1974年）ASIN B000J9GLNC
- 小野田町枝『私は戦友になれたかしら―小野田寛郎とブラジルに命をかけた30年』（清流出版，2002年）ISBN 978-4860290139
- 『小野田寛郎サバイバル語録 日本人が戦後忘れた不撓不屈の精神を語る』（朝日新聞社, 2017年）ASIN B0711ZPN7X

## 潜伏中の隊友

### 赤津勇一
赤津勇一（あかつ ゆういち Yuichi Akatsu 1918年）はルバング島守備隊生き残りの少数分散潜伏中、1946年2月に小野田グループと合流した日本兵。1949年9月、夜間行動中に小野田グループを見失い単独行動となり、1950年7月にフィリピン警察に投降。翌1951年3月に他の元日本兵13名と共に帰国を果たした。帰国後に小野田、島田、小塚の留守家族を訪ね、3人がルバング島の山中に生きていることを説明している。1959年2月には衆議院の特別委員会に参考人として招請され現地での逃亡生活の実態説明と残る二名(島田は死亡後だった)の救出に向けて意見を述べている。同年10月に実施された第3次現地捜索にも小野田、小塚の家族や他の帰還兵と共に参加、更には1972年の小塚の死亡から小野田救出に繋がる時期の現地訪問活動にも参加している。東京都出身。最終階級は一等兵。
若一光司の著作によれば、結婚して日本で生活しているとの記述があり、1980年代中盤時点では存命であった。

### 島田庄一
島田庄一（しまだ しょういち Shoichi Shimada 1913年 - 1954年5月7日）はルバング島守備隊生き残りの少数分散潜伏時に小野田グループにいた日本兵。埼玉県小川町出身。1954年5月7日に起きたフィリピン警察隊との銃撃戦で眉間を撃ち抜かれ死亡。享年41。最終階級は伍長。
2005年8月13日にフジテレビ系列で放送されたドラマ『実録・小野田少尉 遅すぎた帰還』では、柳葉敏郎（友情出演）が彼の役を演じた。

### 小塚金七

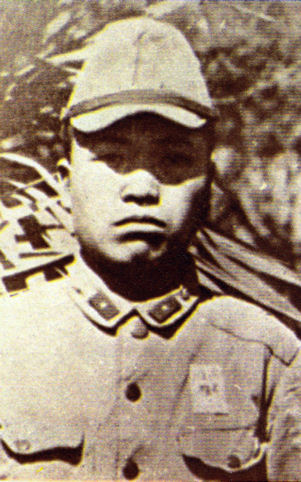
小塚金七（二等兵時代）

小塚金七（こづか きんしち Kinshichi Kozuka 1921年 - 1972年10月19日）はルバング島守備隊生き残りの少数分散潜伏時に小野田グループにいた日本兵。1921年、東京府八王子市に生まれる。1936年に八王子尋常高等小学校（現・八王子市立第七小学校）卒業後、農業に従事。1939年に八王子工機青年学校に入学し、その後応召。1944年6月11日近衛歩兵第1連隊に入隊し、同年7月にフィリピンに派兵され、独立歩兵第359大隊に編入。終戦したことを知らずに戦闘を続け、日本政府による捜査も発見できずに、1947年と1959年に死亡通知が出された。
1972年10月19日に起きたフィリピン警察隊との銃撃戦で肩を撃たれて38式歩兵銃を落とし、さらに胸を撃たれて倒れる。小野田は小塚の銃で5発、自身が持つ九九式短小銃で4発撃ち警察隊の攻撃を抑え、倒れた小塚を揺さぶるもその時には白目を向いて口から血を流しており既に死亡していた。享年51。最終階級は上等兵。小塚の死に対し小野田は「復讐心が高まった。目の前で30年もの戦友を殺された時の口惜しさなんてものはない」と後年怒りを込めて述べている。小塚の三八式歩兵銃は、小野田が日本帰還後に小塚の両親に渡したと言われている。また、手元には1959年に厚生省が現地で撒いた投降勧告ビラが遺されてあったと言われる。同年11月4日に、八王子市民葬が執り行われた。
母親には手紙を渡していたと言われ、息子の死に際して、母親は「人生わずか50年、その半数を異国の島ルバングの山谷に人も入らぬジャングルに27年、祖国の為と御奉公の甲斐むなしく昭和47年10月19日、命と共に消へ失せる悲しき最後、あまりにも哀われです。」と手記を残した。
後日、小塚が所有していた銃弾42発を警察庁が入手。発射実験を行ったところ、弾薬庫においても寿命10年程度の弾丸が、30年以上たってもなお半数以上が発射できたという。
2005年8月13日にフジテレビ系列で放送されたドラマ『実録・小野田少尉 遅すぎた帰還』では、西島秀俊が彼の役を演じた。また彼のことは、若一光司の著書(『最後の戦死者 陸軍一等兵・小塚金七』)に詳しく書かれている。

## 小野田自然塾
小野田は、自らの抑留経験を基に、健全な人間形成と自然・社会との共存を図るために、これからを担う子供たちに自然教育の必要性を重んじ、1984年からキャンプ生活を通しての教育活動「小野田自然塾」を開講し、全国各地で子供たちに対する自然教育の推進を行った。1989年、私財を投じて、自然塾を主宰する「財団法人小野田自然塾」を設立した。